# Heimo Helminen
Heimo Helminen, född 4 mars 1878, död 17 mars 1947, var en finländsk jurist. Han var far till Arvo Helminen.
Helminen blev juris utriusque doktor, och var ordförande i Försäkringsrådet från 1917. Helminen som tillhörde Finska nationella framstegspartiet, var justitieminister 1921-22 och inrikesminister 1922. 